# Ford Island (Hawaii)
Ford Island (traditionell Mokuʻumeʻume) ist eine kleine Insel im Pearl Harbor im US-Bundesstaat Hawaii.
Sie befindet sich in der Mitte des Hafenbeckens und ist über die 1424 Meter lange Admiral Clarey Bridge mit der Hauptinsel verbunden. Im Jahre 2000 lebten 368 Personen auf der Insel. Die Insel ist nach Dr. Seth Porter Ford (1818–1866) benannt, einem Mediziner, der ursprünglich aus Boston stammte.

## Geographie
Die Insel ist knapp zwei Kilometer lang und knapp einen Kilometer breit und hat eine Fläche von 1,83 km². Bis 1998 war sie nur mit Wasserfahrzeugen zu erreichen, am 15. April 1998 eröffnete die US Navy die Admiral-Clarey-Bridge. Seitdem ist die Insel auch mit Fahrzeugen über Pearl City zu erreichen.

## Geschichte
Die Ureinwohner von Oʻahu nannten die Insel ursprünglich Mokuʻumeʻume, benannt nach einem traditionellen Ritus für unfruchtbare Paare, der ursprünglich auf der Insel durchgeführt wurde. Dabei sangen und tanzten sie um ein Lagerfeuer. Ein Stammesführer wählte während der Zeremonie bestimmte Männer und Frauen aus, die nicht miteinander verheiratet waren, damit sie an einem abgeschiedenen Ort ein Kind zeugen konnten.
Um 1810 erwarb der Spanier Francisco de Paula Marin die Insel. Er hielt verschiedenes Vieh auf der Insel. Während einer darauffolgenden turbulenten Zeit ohne nennenswerter Besiedlung befindet sich die Insel im Besitz des hawaiianischen Königshauses. In der Mitte des 19. Jahrhunderts erwarb Dr. Seth Porter Ford die Insel. Sein Sohn, Seth Porter Ford, Jr übernahm den Besitz im Jahr 1885. Er verkaufte die Insel an die Erben von John li, einem Richter der von 1800 bis 1870 lebte. Mit seinem Vermögen wurden viele Immobilien in und um Pearl Harbor erworben. Charles A. Brown, der Schwiegersohn von John li, verwaltete den Nachlass und somit auch Ford Island von 1887 bis 1916. Danach übernahm sein Sohn John li Brown die Verwaltung.
Im Jahre 1899 pachtete die O'ahu Sugar Company die Insel von den Nachlassverwaltern. Diese Gesellschaft pflanzte Zuckerrohr auf der Insel an und baute auch entsprechende Dockanlagen, um den Zucker zur Mühle nach Waipahu zu schaffen.
Bereits im Jahre 1902 kaufte die US Navy ein kleines Gebiet von insgesamt etwa 10.000 m² auf Ford Island und Oʻahu, um hier Hafenanlagen einzurichten. Im Jahre 1917 errichtete man im Angesicht des Ersten Weltkrieges die landgestützten Geschützbatterien Henry Adair an der Nordostecke und die Batterie Boyd an der Südwestecke der Insel. Die Batterien existierten bis 1925 und waren jeweils mit zwei 9-inch-(22-cm)-Geschützen ausgestattet. Den Beschluss, diese Batterien zu bauen, hatte man bereits 1916 gefasst. Gleichzeitig wurde beschlossen, das neuaufgestellte 6. Squadron auf O'ahu zu stationieren, um die Inselverteidigung zu verstärken. Der Kommandant der Einheit, John F. Curry, wurde entsandt, um einen geeigneten Standort zu ermitteln. Er entschied sich aufgrund seiner teils seegestützten Flugzeuge für Ford Island. Das Kriegsministerium war mit seiner Wahl einverstanden und so wurde er im Jahre 1917 damit beauftragt, mit den Nachlassverwaltern des John li in Verbindung zu treten, um die Insel im Namen des Kriegsministeriums zu kaufen. Die O'ahu Sugar Company verließ die Insel als Pächter am Ende des Jahres 1917.
Fortan nutzen sowohl die US Navy als auch die US Army die Insel gemeinsam.
Im Jahre 1918 errichtete die Army zwei Hangars für Wasserflugzeuge, entsprechende Rampen, ein Lagerhaus und ein Betriebsgebäude. Das Flieger-Squadron der Army wurde von Fort Kamehameha per Schiff nach Fort Island verlegt. Eine entsprechende Piste wurde vorher angelegt. 1919 kamen die ersten Marineflieger nach Ford Island. Pearl Harbor wurde als unabhängige Basis etabliert und das Flugfeld wurde nach dem Fliegerass Frank Luke, der im Ersten Weltkrieg an der Westfront fiel, in Luke Field umbenannt.
In den Jahren 1921 bis 1922 wurden zehn Einfamilienhäuser und fünf Zweifamilienhäuser in direkter Nachbarschaft zum Flugfeld als Unterkünfte gebaut. Luke Field entwickelte sich in dieser Zeit zu einer beachtlichen Größe. Es wurden zusätzlich eine Sporthalle, eine Poststelle und diverse andere Einrichtungen für den Basenbetrieb errichtet. Zusätzlich wurde eine regelmäßige Fährverbindung eingerichtet. 1922 wurden die Offiziersheime A, B und C errichtet, 1923 folgte ein großes Heim für Unteroffiziere. Im gleichen Jahr wurden noch eine weitere Rampe für Wasserflugzeuge und ein Hangar errichtet. Der Stützpunkt wurde in Naval Air Station Ford Island umbenannt.
1932 hatte die Navy 39 Flugzeuge auf Fort Island stationiert. Im selben Jahr wurden die Einheiten mit modernen Bombern der Keystone Aircraft Corporation ausgerüstet. Es handelte sich dabei um hölzerne, zweimotorige Doppeldecker. Bis 1935 wurden 66 dieser Flugzeuge auf Ford Island stationiert. Im selben Jahr zeichnete sich ab, dass die Insel für die gemeinsame Nutzung von Army und Navy zu eng wurde. Es wurde ausgemacht, dass die Army die volle Nutzung der Navyfliegerbasis Sunnyvale, Kalifornien erhält. Im Gegenzug sollte die Navy die Basen North Island in San Diego und Fort Island erhalten. Zur selben Zeit kaufte die Army bei Honolulu Land, um das Joint Base Pearl Harbor-Hickam zu erbauen, damals noch Hickham Field genannt. Während der Bauphase nutzte die Army weiterhin Ford Island für Flugbewegungen.
1934 wurde ein Magazin auf Ford Island gebaut. 1935 wurde eine große Rampe für Wasserflugzeuge an der Südseite erbaut, die heute noch existiert. 1936 wurden 16 Häuser in zwei verschiedenen Designs in der Siedlung Nob Hill erbaut. 1937 wurden neun 4-Parteienhäuser für Offiziere erbaut. In der Nähe wurden auch große Anleger für Schlachtschiffe angelegt.
1937 verließ die Army Ford Island endgültig, um auf die andere Seite der Bucht nach Hickham Field zu ziehen. Manche Einrichtungen der Insel zogen aus Platzgründen mit nach Hickham Field, wie zum Beispiel die Turnhalle. 1940 war der Umzug von Personal und Anlagen der Army nach Hickham Field abgeschlossen. Somit war die Anwesenheit der Army auf Ford Island beendet, die Navy nutzte Ford Island ab sofort alleine.
Beim Angriff auf Pearl Harbor am 7. Dezember 1941 befand sich die Insel im Mittelpunkt des Angriffes, da das Ziel des Angriffes, die Pazifikflotte, um die Insel herum vor Anker lag. Von den 70 Flugzeugen sind durch den Überraschungsangriff viele nicht dazu gekommen, zur Abwehr aufzusteigen. 33 Flugzeuge wurden, oftmals noch am Boden, zerstört.
Die folgende Zeit des Zweiten Weltkrieges war die geschäftigste Zeit auf Ford Island, zeitweise arbeiteten bis zu 40.000 Menschen auf der Insel. Eine Staffel Consolidated PBY Aufklärungsflugzeuge wurde zu einer großen Zahl weiterer Flugzeuge auf der Insel stationiert. Die Startbahn wuchs während dieser Zeit immer weiter, jeder verfügbare Platz wurde mit Hangars und Betriebsgebäude bebaut.
Die Insel wurde durch ihre strategische Lage zu einem der wichtigsten Marinefliegerstützpunkte im Pazifikraum während des Krieges.

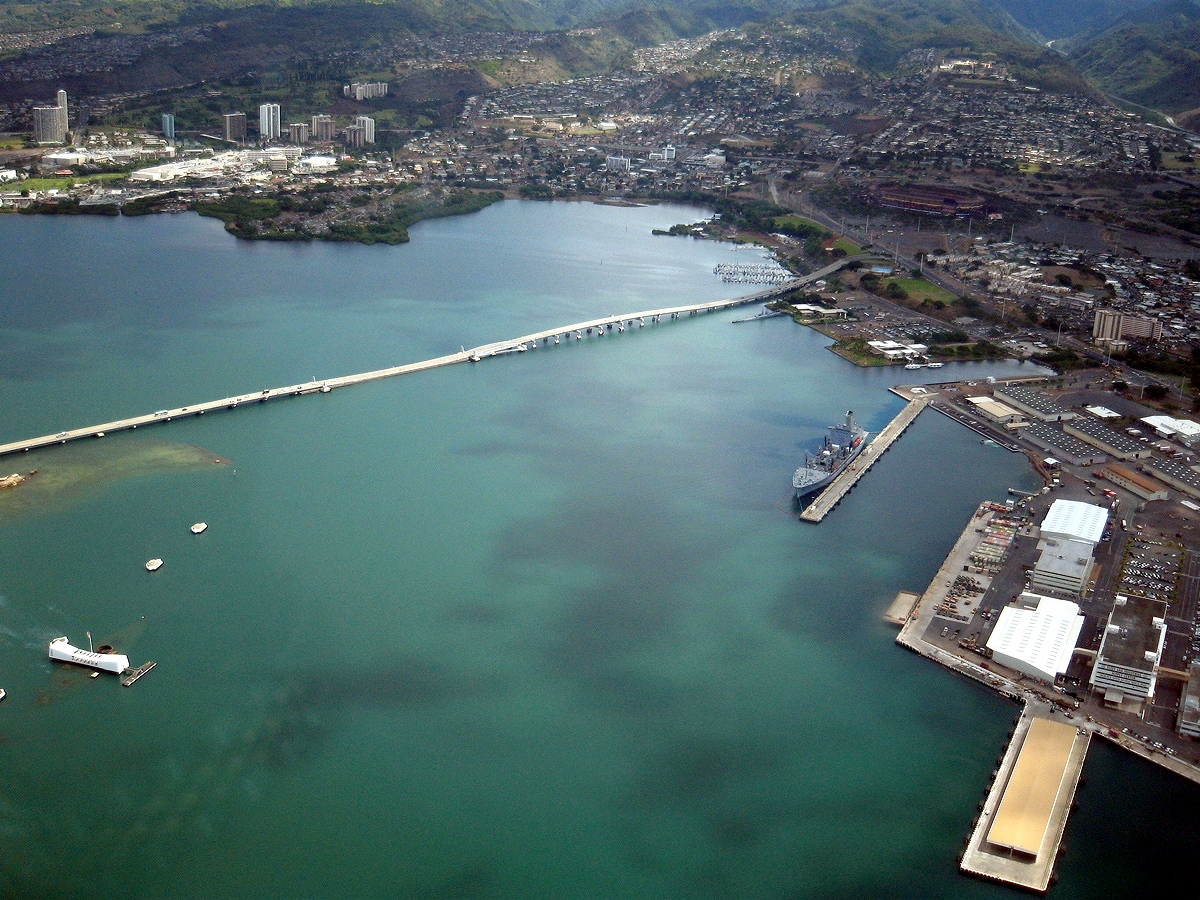
Admiral Clarey Bridge

In der Nachkriegszeit verlor die Basis an Bedeutung durch die erweiterten Reichweiten der modernen Düsenflugzeuge und durch die neue Satellitenaufklärung. Die Wasserflugzeuge wurden nach und nach ausgemustert. Die Basis entsprach nicht mehr den Anforderungen der modernen Marinefliegerei.
1962 wurde Ford Island als Fliegerbasis deaktiviert. Das Gelände gehört der US Navy. 1964 wurde Ford Island zum National Historic Landmark ernannt und 1976 im National Register of Historic Places gelistet.
Bis zum Jahre 1998 war der Zugang nur der Navy und den Angehörigen der Bewohner erlaubt. Seitdem im Jahre 1998 die Admiral Clarey Bridge von der Navy eröffnet wurde, ist die Insel für die Öffentlichkeit zugänglich.
Am 1. Juli 1999 wurde Ford Island für den Flugbetrieb geschlossen.
Von den 1940er bis in die 1990er Jahre besuchten die US-Präsidenten Franklin D. Roosevelt, John F. Kennedy und George H. W. Bush die Insel.

## Historische Aufnahmen

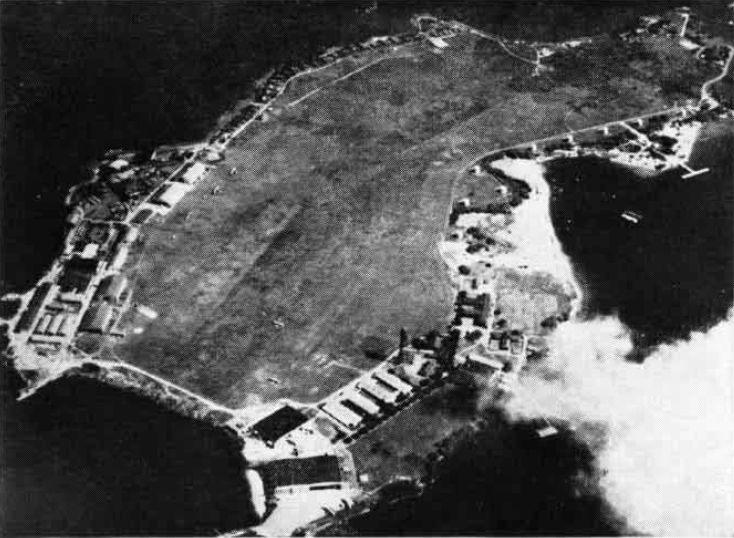
Ford Island im Jahr 1930
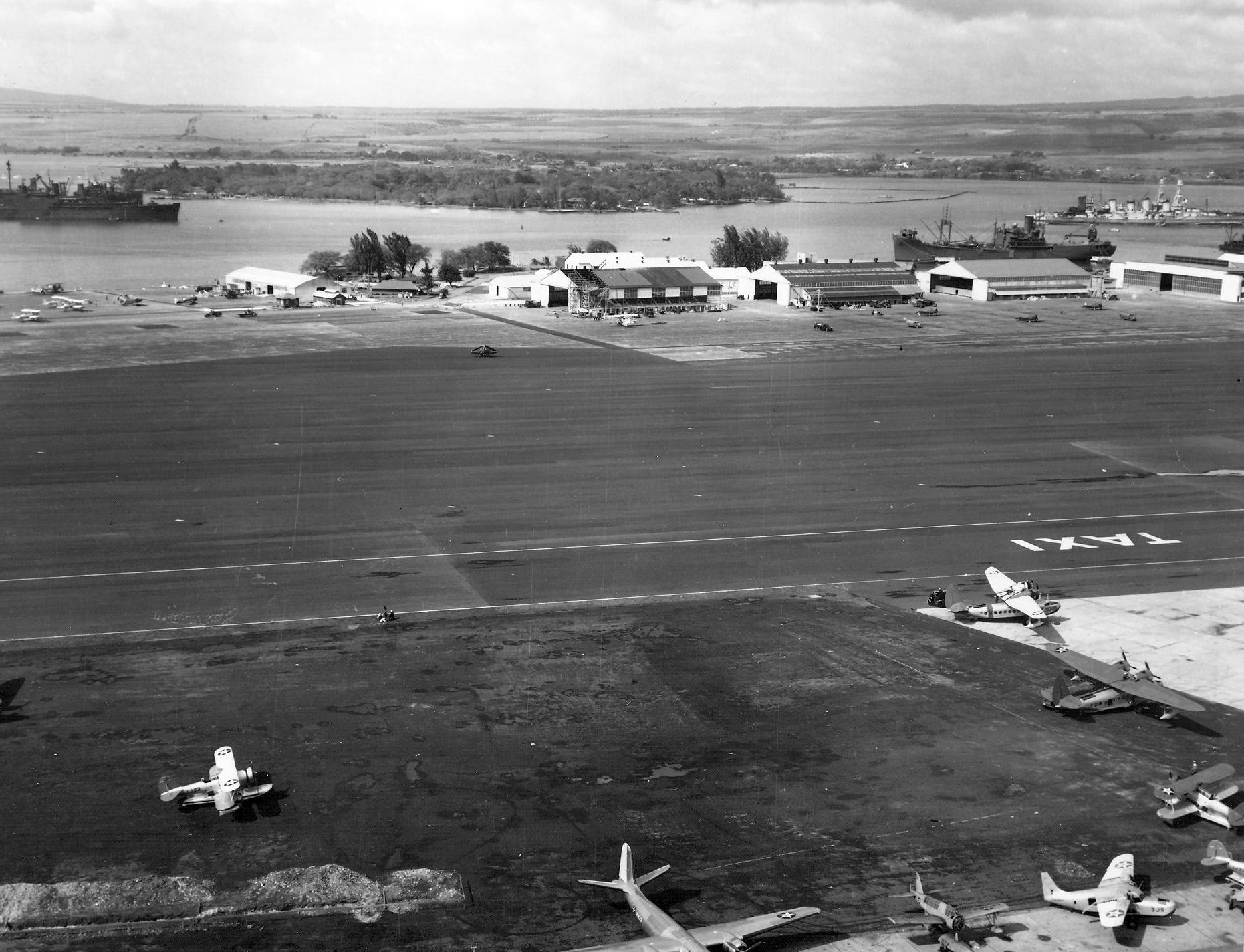
Das Flugfeld 1939
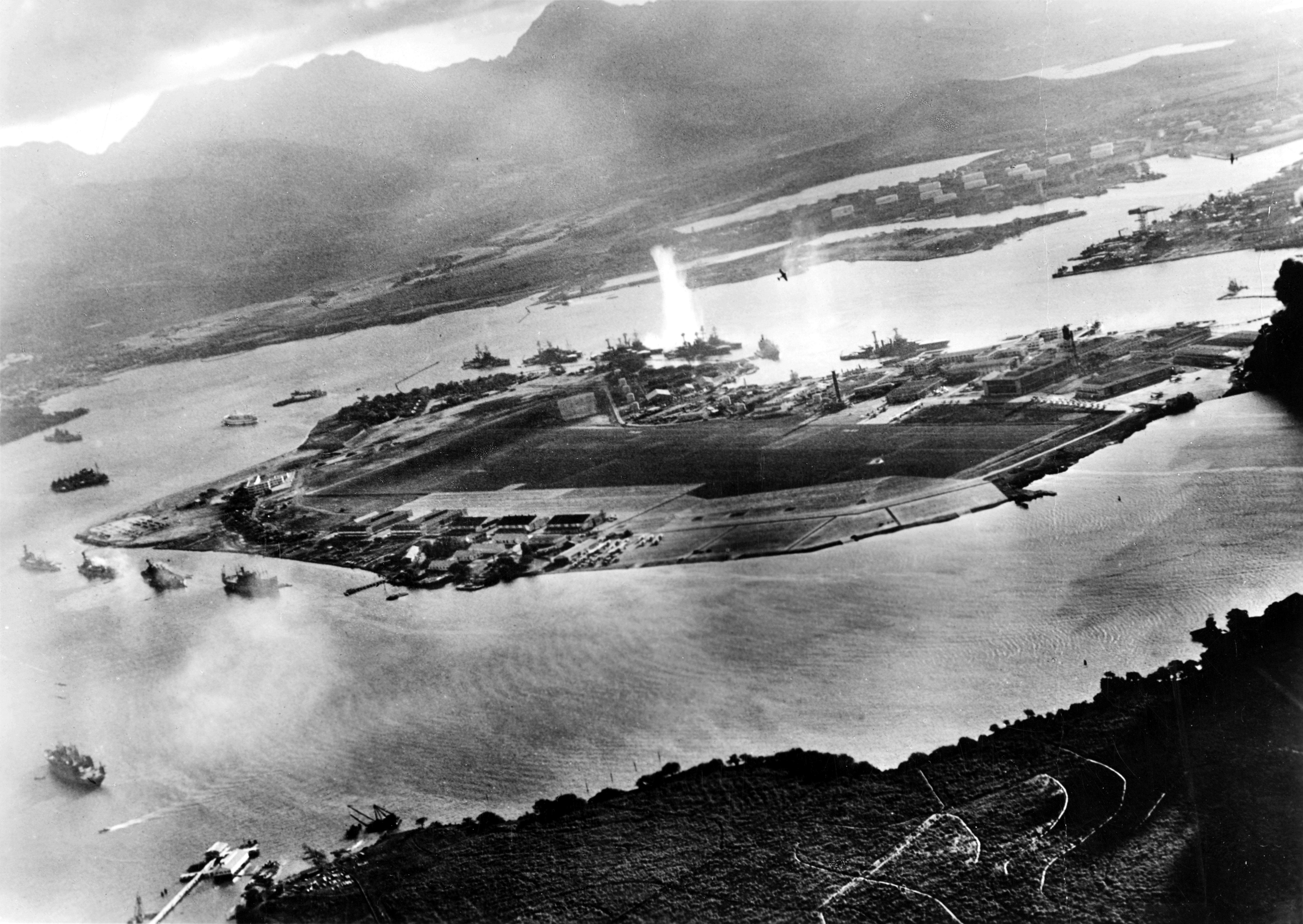
Ford Island während des Angriffes am 7. Dezember 1941

## Filmografie
Mehrere bekannte Filme wurden auf der Insel gedreht und behandeln die Geschehnisse rund um den Angriff vom 7. Dezember 1941, u. a.:
- Tora! Tora! Tora! (USA, Japan; 1970)
- Pearl Harbor (USA; 2001)

## Sehenswürdigkeiten
- Museumsschiff USS Missouri
- Gedenkstätten zur Arizona, Utah, Oklahoma, California und West Virginia.
- Pacific Aviation Museum